# Neoepinnula
Neoepinnula is een geslacht van straalvinnige vissen uit de familie van slangmakrelen (Gempylidae). Het geslacht is voor het eerst wetenschappelijk beschreven in 1952 door Matsubara & Iwai.

## Soorten
- Neoepinnula americana (Grey, 1953)
- Neoepinnula orientalis (Gilchrist & von Bonde, 1924)